# 姫さまっ、お手やわらかに!
『姫さまっ、お手やわらかに!』は戯画から2007年9月28日に発売された18禁恋愛アドベンチャーゲーム。

## ストーリー
南の国マジャプーラ。建国記念祭のステージに突然の乱入者が現れた。彼女の名前はパフィン・プラクリティ・ラーマティアン7世。100年前に滅びたヴィジャヤ王国の自称末裔である。彼女はステージでヴィジャヤ王国の復興とマジャプーラ市国の支配を宣言しイベントをめちゃくちゃにしてしまう。主人公である比留間賢治は幼なじみの時田恋心の家にパフィンが居ついてしまい関わることになってしまい、なりゆき上奴隷になってしまう。また、自称許婚である千寿院ちとせもパフィンに対抗して賢治との関わりが多くなってしまう。はたして、賢治たちの行く末はどうなってしまうのだろうか……。

## 登場人物

### メインキャラクター
比留間賢治（ひるま けんじ）
本作の主人公。建国記念祭の日にパフィンと関わってしまったことでパフィンの奴隷となり、パフィンに振り回されることになる。
一見普通の青年に見えるが、マジャプーラに存在するマフィア組織『ゴディーヴァ』の跡取り。だが、本人は生まれたのがマフィアの長男という理由だけで跡取りにされたことに反発している。現在は一人暮らしで実家から仕送りはあるものの、将来は家を出て行こうと考えている。だが、マフィアの跡取りとして育てられたため、普通そうに見えるがチンピラなどが出たとき一瞬見せる喧嘩の強さや銃の使い方などマフィアの素質は十分ある。
パフィンが来る前は千寿院パメラ学院を通いながらバイトをする生活していたが、パフィンが来てからはパフィンやちとせに振り回されながら生活をしている。本人は二人に振り回されるのを嫌がっているが、なんだかんだ言いながらも付き合っている。そのため、誰からも頼りにされやすいと恋心から言われたこともある。趣味はセパタクローの観戦。雑誌なども買って熱中している。
パフィン・プラクリティ・ラーマティアン7世
声：金田まひる
100年前に滅んだとされ追放されヴィジャヤ王国の末裔。数々の困難を乗り越えマジャプーラに到着後、建国記念祭でヴィジャヤ王国の復興を大々的に宣言し、以後恋心の家を拠点に復興を目指している。なお、彼女が王家としての証拠をマジャプーラに行く途中で全て無くしてしまい、自称末裔扱いされている。
一見自己中心的で賢治や名取を奴隷だといっているが、心の奥底では優しく真っ直ぐな心を持ち合わせており、徹夜で作業しているときも自分も徹夜に付き合ったり名取を何だかんだで気遣ったりしている場面もある。また、自分にとって良いことや悪いことが起きても、それは天佑だと言って都合のいい考えに持っていく。代々の王が身に付けていた特技を色々覚えており、怪しい妙薬の作り方や釣りやサーフィンの極意など様々な特技を持っている。自分のスタイルの無さを嘆いており、恋心や名取など巨乳を見ると悪魔が取り付いていると言っている。
マジャプーラに来てからは、ヴィジャヤ王国復興のために色々な活動をして騒ぎを起こしている。だが、本人は気づいていないが、その活動は着々と実になっている。また、時折本当に天佑かと思われるような予知をすることもある。
千寿院ちとせ（せんじゅいん-）
声：佐本二厘
マジャプーラ市国を牛耳る千寿院家の長女。自称・賢治の許婚。建国記念祭の時にパフィンの乱入をきっかけにいがみ合うようになり、賢治に積極的に付き合うことが多くなる。パフィンからは「不敬女」と呼ばれている。
優雅に振舞うお嬢様。次期千寿院家当主の座を狙っており、偽善的だとわかっていても市民に支持を受けるために積極的ボランティアや子供達の遊び相手などを行っている。また、千寿院パメラ学院では成績は上位で生徒会長でもある。だが、自分自身の力を入れる加減ができず台無しにしてしまうことが多く、生徒会の仕事でも裏方の仕事を率先して行っている。また、人から挑発されることに弱く、パフィンに挑発されると真っ先に乗ってしまう悪い癖がある。賢治は自分の覇道のための布石であり、好意もなく許婚だと名乗っているが、物語が始まる当初から賢治に好意はある素振りを見せている。
パフィンとは小桃と共に何度も対峙しているが、途中からその光景が当たり前のような光景になってしまっている。また、パフィンに天佑の力がある可能性がわかった後は、パフィンに真っ先に取り入ろうとしている。
時田恋心（ときた ここ）
声：桜川未央
賢治の幼馴染。賢治との付き合いも長く、ゴディーヴァの人たちとも交流がある。パフィンたちが最初に流れ着いた場所が彼女の家の近くだったのをきっかけに彼女の家の居候となり、彼女もまた賢治と同じくパフィンの奴隷となる。だが、パフィンは本当は優しい子だということも見抜いており、協力的に彼女達をサポートしている。
性格は非常におっとりしていて前向きで正直者。賢治がパフィンとちとせのいざこざに巻き込まれているところに仲介をよくしている。賢治と同じように頼まれたら断れないが、いざと言う時に発言はパフィンやちとせを黙らせるほどの威圧感がある。賢治とは付き合いが長くよきパートナーであり、賢治のことを誰よりもわかっている。だが、賢治との会話で勝手に妄想を膨らませてエッチな話になるのかと顔を赤らませるのが玉に瑕である。また、賢治のことをわかっている反面自分の気持ちには非常に疎く、だれから見ても明らかな賢治に対する自分の好意を気づいていない。
家は海辺の家に住んでおり、両親は不在のためパフィンたちが居候していても問題はない。パフィンが家にいる間は料理なども作ったり、パフィンに服を作ったりと面倒見は非常にいい。
名取さん
声：羽高なる
パフィンに仕える専属のメイド。パフィンと同様にマジャプーラに到着後は彼女と共に行動をしている。パフィンのこと称え、パフィンの状況が不利になると、パフィンを抱えて逃げるなど護衛も兼ねている。
パフィンのことを一番に敬愛し仕えている他、賢治や恋心にも敬語であり誰に対しても優しく接する。パフィンに仕え始めた頃に敬語を使おうとし、語尾に「です」を付けるようして以降、変な敬語になっている。パフィンが語る彼女の武勇伝には、大型バスを持ち上げるなどの人間離れした馬鹿力、車のスピードを追い抜く脚力、一晩で教科書の内容を丸暗記できるほどの記憶力、相手と気持ちを通わせる力があったりと、様々な能力を持ち合わせていると語っている。なお、その武勇伝を物語る力を実際に発揮させているところも見られる。恋愛ごとに関しては無頓着で鬼瓦の嘘の告白も信じて顔を赤らませる純粋さを持ち合わせているが、相手に警戒心をみせずに抱きつき賢治の顔を赤らませることもある。なお、マジャプーラに来てからはパフィンの征服資金を集めるために力仕事のバイトを行っている。旅の途中何度も警察に追われていることから、警察を「制服の悪魔」と恐れている。
彼女がなぜこんな能力を持っているのかは語られておらず、幼いパフィンに拾われた事からパフィンを尊敬している。なお、本名は「名取ゆん」だが、公式ページでも「名取さん」と書かれており、本編でも本名は一度しか名乗っていない。
小山内小桃（おさない こもも）
声：宮本千鶴
愛称は「シャオ」。ちとせの友達兼護衛役。ちとせの命令に忠実で、「YES、ボス」の一声で忠実に命令をこなす。ほとんどの人間からは「シャオ」と呼ばれるが、恋心のみ「小桃ちゃん」と呼ばれ戸惑っている。
無表情で寡黙。だが、しゃべる内容は的確で少し毒舌家でもある。小さい体とは裏腹にとんでもない実力者であり、拳法などを得意としている。人並みはずれた肉体を持つ名取を一発で黙らせたりもする。無表情ではあるものの感情はあり、可愛い動物に胸をときめかしたり、子供達が名取と楽しそうに遊んでいるのを羨ましそうにするなど子供らしい部分もある。
本名は山内胡桃（やまうち くるみ）。ゴディーヴァの幹部の一人であり鬼瓦の恩人である「山内」の一人娘。国境近くの道でマフィアの抗争に巻き込まれ、大怪我を負ったまま隣の国に流れ着き、マジャプーラへ戦災孤児として搬送された過去がある。その抗争が原因で記憶喪失になっただけではなく体の成長が止まり、顔に大怪我負ったため全身を完全整形しており、自分が何者なのかさえもわからなくなってしまった。賢治とは許婚の関係にあり、賢治からは「胡桃ねえちゃん」と呼ばれていた。また、賢治だけでなく恋心とも面識があり、昔はよく一緒に遊んでいたことがある。

### サブキャラクター
ホセ・ヴィーナス・鬼瓦（-おにがわら）
声：柏木信人
賢治の実家であるゴディーヴァの一員。顔は厳ついが馬鹿で陽気な性格をしている。しゃべる内容の半分は下ネタで、賢治との会話で賢治を怒らせるような発言をしている。賭場の経営を任されたり、不正をしていた社長を脅したりなどマフィアらしい仕事もしている。また、恋心に嘘を教えたり、いかがわしい店のチラシを配らせるバイトなどをさせたりしている。だが基本的には馬鹿なので、大抵悪事は失敗している。
レイラ先生
声：松本あゆな
賢治の通っている学園の教師。担当は歴史。後悔しないように全力で生きる事を格言にしている。一見おっとりした人物だが、歴史に関することになると興奮し、生きた歴史とも言えるパフィンにいつも興奮している。そのため、パフィンから変態と嫌われている。
千寿院・ジャン・アンリ（せんじゅいん-）
声：金本智憲
ちとせの叔父。一見人の良さそうな人間だが、次期千寿院家の当主の座を狙っている。そのため、現在最も当主の座に近いちとせの事を目の敵にしている。物語が始まった当初は地方議会選挙で選挙中だったが、後に議員となる。
千寿院辰造（せんじゅいん たつぞう）
声：中里圭太
ちとせの父親であり千寿院家の現当主。普段は冗談好きで饒舌な、誰にでも優しく接する尊敬できる人格者だが、数年に一度若い頃に経験した傭兵時代の記憶が戻り下品な口調になり暴れだす。過去にパフィンのおばであるラマティと恋仲だったが、千寿院家の当主としてラマティの力になれなかったことを後悔している。
比留間狼之介（ひるま ろうのすけ）
声：朧
賢治の父親でありゴディーヴァの頭領。賢治がゴディーヴァを継ぐのを断って傷心旅行に行っていることになっているが、実際は自分探しの旅をしている。姿はタンクトップ姿であり一見マフィアの頭領に見えないが、平気で人を裏切ったりと根っからのマフィアの人間である。得意なことは相手に希望を持たせるようなことを言った矢先に絶望に叩き落すこと。彼も若い頃にラマティと恋仲であり、彼女の力になれなかった事を後悔している。
国防長官
声：野々村紗夜
マジャプーラの国防長官。本名不明。千寿院家の一族でもある。パフィンが起こした事件のことでテレビに顔を出すことが多いが、咥えタバコの上に態度も悪く、マスコミに毒舌を吐いた後適当にあしらって帰っていく。
千寿院エニュプニオン
ちとせが飼っている象。愛称はプニオ。獰猛であちこちに傷が付いているが、ちとせには懐いている。ちとせのスカートの中を嗅ぐ癖がある。彼の背中の上で寝ている人物の夢の中へ潜り込む事ができる。
ラマティ
パフィンのおば。パフィンが尊敬している人物。姿などは登場しないが、若いころはパフィンによく似た女性だったらしい。パフィンと同じようにマジャプーラでヴィジャヤ王国の再建を目指しがんばってきたが失敗している。

## スタッフ
- 原画：ねこにゃん
- シナリオ：渡辺僚一
- オープニングムービー:神月社（Mju:z）
- オープニングテーマ 「アルカディア・パレード」
  - 作詞・歌：片霧烈火
  - 作曲・編曲：藤田淳平
- エンディングテーマ 「プリンセス・フィナーレ」
  - 作詞・作曲・歌：片霧烈火
  - 編曲：柳英一朗